# Apple Watch

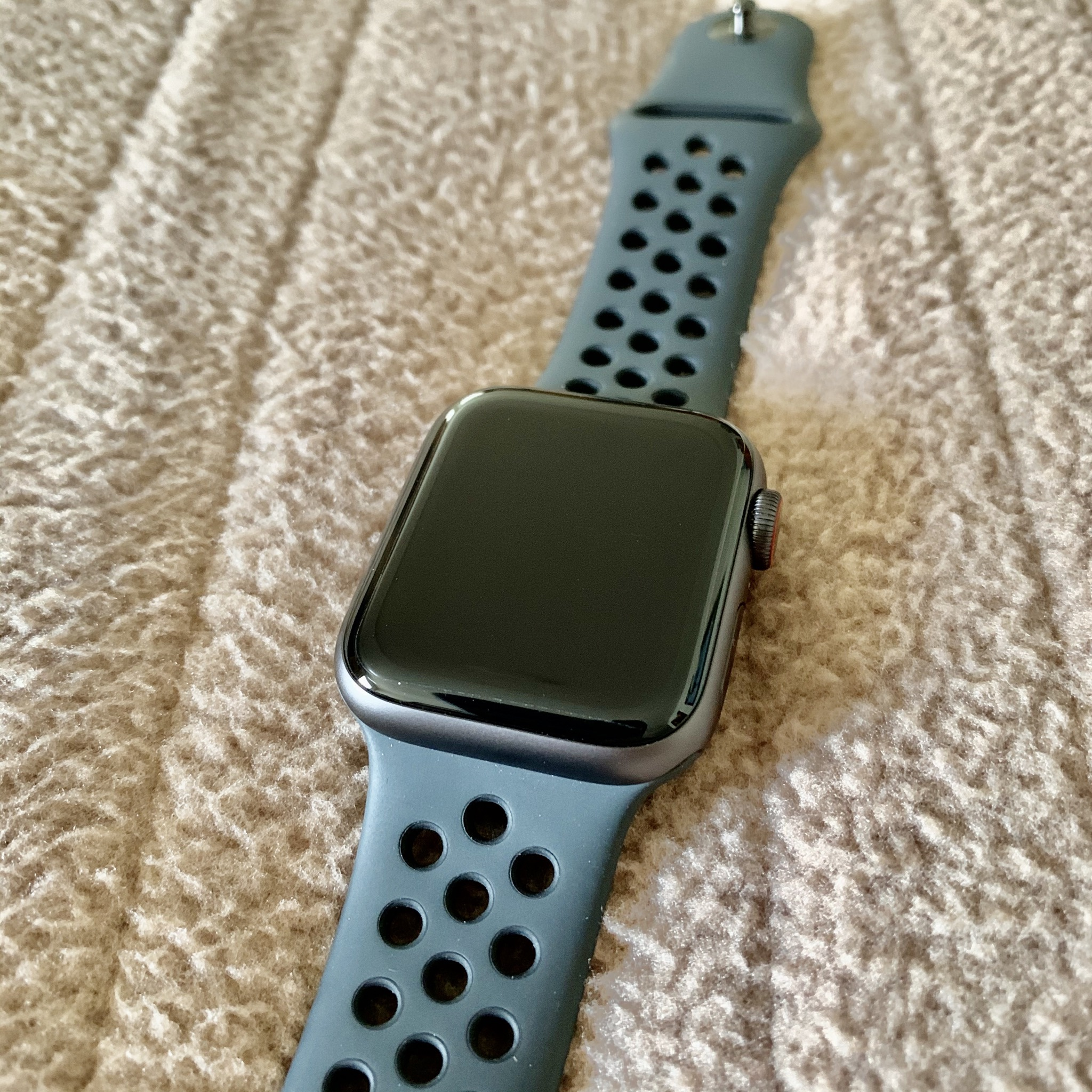
De Apple Watch Series 4 in de 40mm uitvoering

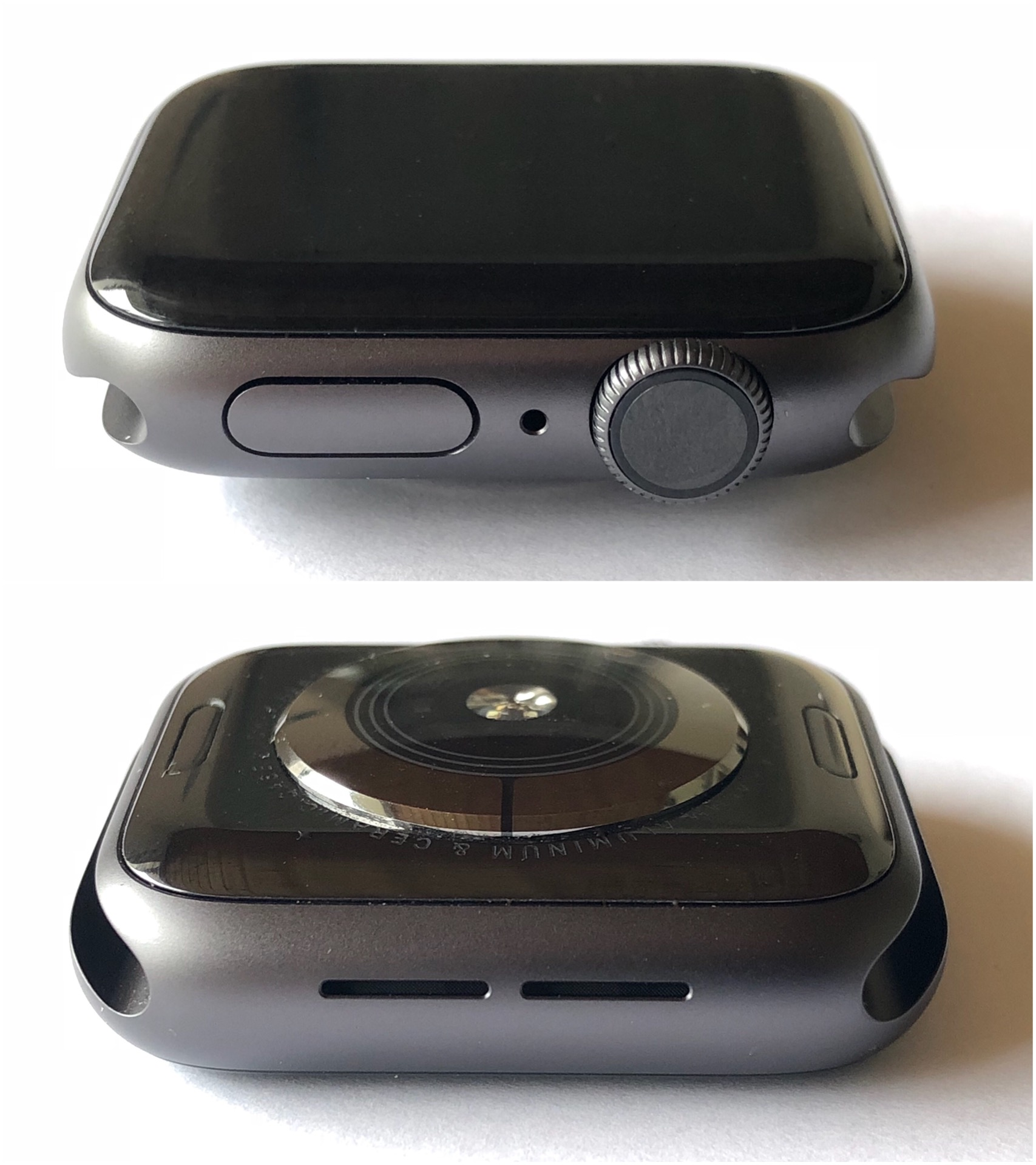
De Series 4 met de vernieuwde sensor op de achterkant en het dunnere ontwerp.

De Apple Watch is een smartwatch, gemaakt door Apple, en werd voor het eerst gepresenteerd op het WWDC op 9 september 2014. 

## Specificaties

### Design
Het design van de Apple Watch is rechthoekig met afgeronde hoeken en gebruikt als besturingssysteem watchOS. Het toestel heeft een draaiwieltje, de Digital Crown, waarmee handelingen op het scherm zoals zoomen kunnen worden uitgevoerd. Er zijn drie versies van het horloge in verschillende groottes en in verschillende horlogestijlen: de standaard Apple Watch uit roestvrij staal, de uit aluminium vervaardigde Apple Watch Sport en de uit titanium of keramisch materiaal bestaande Apple Watch Edition. Ook zijn er verscheidene stijlen en groottes horlogebanden beschikbaar. Het toestel wordt draadloos opgeladen door middel van inductie. Het heeft een aanraakgevoelig scherm, waardoor het het verschil kan opmerken tussen tikken en drukken ("Force Touch"); hier zijn verschillende functies op gebaseerd.

## Modellen

### Eerste generatie
De eerste generatie Apple Watch bezit een Apple S1-processor. Hij bezit geen ingebouwde gps, en gebruikt daarom een met bluetooth verbonden iPhone om gebruik te maken van locatievoorzieningen. De Watch is voorzien van een ingebouwde hartslagmonitor, die zowel infrarood en zichtbaar-licht-LED's, alsook fotodiodes gebruikt. Alle versies van de Apple Watch hebben 8 GB opslaggeheugen. Deze werd uitgegeven op 23 september 2015

### Tweede generatie
De tweede generatie Apple Watch bestaat in twee versies: "Series 1" en "Series 2". 
"Series 1" heeft een dual-core variant van de Apple S1-processor.
"Series 2" heeft een dual-core Apple S2-processor, bezit een omgevingslichtsensor, is waterbestendig tot 50 meter diep, heeft een dubbel zo helder beeldscherm (1000 nits versus 450 nits) en bevat een ingebouwde gps.

### Series 3
De derde generatie werd getoond in september 2017 op de jaarlijkse Apple-conferentie. Dit jaar voor het eerst in het nieuwe hoofdkantoor.
Het enige verschil is dat de derde generatie ook een ingebouwde hoogtemeter heeft en ook de mogelijkheid heeft om met 4G te werken.

### Series 4
De vierde generatie werd aangekondigd op 12 september 2018 in het Steve Jobs Theatre op Apple Park. Dit model kenmerkt zich vooral door een vernieuwd design. De twee originele maten van 38 en 42 mm werden vergroot naar 40 en 44 mm. Het scherm is afgerond, net als de iPhone X. Daarnaast heeft Apple een ecg-functie ingebouwd in het horloge waarmee gebruikers vroegtijdig gealarmeerd worden over boezemfibrilleren. Laatstgenoemde functie is vanwege goedkeuringen en wetgevingen niet overal beschikbaar (sinds eind maart 2019 echter wel in België en Nederland).

### Series 5
De vijfde generatie werd aangekondigd op 10 september 2019 in het Steve Jobs Theatre op Apple Park. Deze generatie Apple Watch is verkrijgbaar in een uitvoering van aluminium, roestvrij staal, titanium of keramiek. De Series 5 beschikt onder andere over een Always-On Display, waardoor het scherm altijd aan zal staan met een lagere frequentie, en een kompas.

### Series 6
De zesde generatie werd aangekondigd op 15 september 2020.

### Series 7
De zevende generatie werd aangekondigd op 14 september 2021. Het hoogtepunt van dit model Apple Watch is het 20% grotere beeldscherm (in vergelijking met het series 6 model).

### Series 8
De achtste generatie werd aangekondigd op 7 september 2022. Ten opzichte van de vorige generatie bracht deze generatie relatief weinig wijzigingen met zich mee, zo werden er een temperatuursensor, meer accurate versnellingsmeters en gyroscopen toegevoegd.

### Series 9
De negende generatie werd aangekondigd op 12 september 2023.

### Series 10
De tiende generatie werd aangekondigd op 9 september 2024. Het hoogtepunt van dit model was het grotere beeldscherm en dunnere ontwerp. Het beeldscherm is 30 procent groter dan de Series 4, 5 en 6 en 9 procent groter vergeleken met de Series 7, 8 en 9.

## Functies
Apples stemassistent Siri is ingebouwd, alsook antwoorden op berichten met automatisch gegenereerde antwoorden, audioberichten, al dan niet door het horloge omgezet in tekst, tekeningen en emoticons, is mogelijk. Het toestel bevat eveneens een hartritmemeter voor de HealthKit en werkt met Apples nieuwe betaalsysteem Apple Pay. Standaardapps zijn onder meer een app voor fitness en work-outs, Apple Maps, Berichten, Mail, Klok, Agenda, Herinneringen en besturing voor de muziekspeler op de iPhone. Ook kan de iPhone-camera bestuurd worden met de Apple Watch, en kan het toestel gebruikt worden als portofoon. De notificaties op de iPhone kunnen ook bekeken worden en door ontwikkelaars worden aangepast. Het is ook mogelijk om de Apple Watch te gebruiken als afstandsbediening voor de Apple TV en iTunes.

## Compatibiliteit
Om een Apple Watch te configureren, is een iPhone 5 of nieuwer nodig.